# Saint-Germain-de-Varreville
Saint-Germain-de-Varreville é uma comuna francesa na região administrativa da Normandia, no departamento Mancha. Estende-se por uma área de 5,89 km². Em 2010 a comuna tinha 116 habitantes (densidade: 19,7 hab./km²).